# Michael
Michael é o primeiro álbum de estúdio póstumo do cantor norte-americano Michael Jackson, lançado em 10 de dezembro de 2010 através da Epic Records e Sony Music Entertainment. Michael é o primeiro lançamento com material inédito de Jackson desde Invincible (2001) e o sétimo lançamento, no geral, desde a morte do cantor em 2009. O álbum foi produzido por Theron "Neff-U" Feemster, John McClain, Giorgio Tuinfort, Teddy Riley e Brad Buxer, dentre outros, e inclui colaborações com Akon e Lenny Kravitz.
Michael estreou na terceira posição da Billboard 200 e recebeu o certificado de platina pela Recording Industry Association of America (RIAA) nos Estados Unidos. Produziu quatro singles: "Hold My Hand", "Hollywood Tonight", "Behind the Mask" e "(I Like) The Way You Love Me", acompanhados de videoclipes. "Hold My Hand" alcançou o top 40 da Billboard Hot 100 e recebeu o certificado de ouro nos Estados Unidos. Michael recebeu avaliações mistas dos críticos musicais.
Em 2022, três canções—"Keep Your Head Up", "Monster" e "Breaking News"—foram removidas das versões físicas e digitais do álbum, após quase doze anos de controvérsias envolvendo a autenticidade dos vocais de Jackson.

## Histórico
A primeira música anunciada, "Breaking News", foi revelada pela primeira vez em 8 de novembro de 2010. Uma faixa supostamente gravada por Jackson em 2007, nos estúdios de Eddie Cascio. Segundo o cantor e produtor musical Akon, que trabalhou com Michael Jackson em várias faixas, a canção "Hold My Hand" seria o primeiro single do novo álbum.
"Hold My Hand" foi gravada no final de dezembro de 2007 no Palms Casino Resort em Las Vegas. Uma versão incompleta da música apareceu na internet em 30 de junho de 2008, um ano antes da morte de Jackson. Akon declarou que a faixa foi finalizada e que sentia orgulho de ter trabalhado com o artista.
A Sony Music e os responsáveis pelo Espólio de Michael Jackson disseram ter uma nota escrita pelo próprio cantor na qual expressava seu desejo de que "Hold My Hand" fosse o primeiro single em seu próximo projeto. Até o dia 12 de novembro, não haviam sido confirmados o quantidade e as canções presentes no novo álbum, quando produtores resolveram divulgar mais detalhes no site oficial do cantor. Além de Akon, Michael também conta com participações especiais do rapper 50 Cent e do guitarrista Lenny Kravitz.
Em 15 de novembro de 2010, é lançado oficialmente o primeiro single do álbum, "Hold My Hand", no site oficial do cantor. Dias depois, a Sony Music anuncia que a faixa "(I Can't Make It) Another Day" seria disponibilizada gratuitamente para audição na iTunes Store, no dia 7 de dezembro.
Em 6 de dezembro, segundo informações do TMZ, todas as faixas do álbum teriam vazado inexplicavelmente na internet. Não se sabe ao certo o que aconteceu, mas o fato é que no dia 8 de dezembro todo o disco foi disponibilizado para audição no site oficial do cantor.
Em 9 de dezembro de 2010, é lançado oficialmente o clipe do primeiro single do álbum, "Hold My Hand", no site oficial do cantor e nos canais de televisão dos EUA. Imagens dramáticas do arquivo de Jackson, gravações de crianças, cenas multiculturais de felicidade, além de uma participação de Akon, marcam os quatro minutos do clipe de "Hold My Hand".
O segundo single do álbum, "Hollywood Tonight", foi lançado nas rádios em 11 de fevereiro de 2011, e seu videoclipe no dia 10 de março do mesmo ano. O enredo consiste na história de uma garota vinda do interior dos Estados Unidos e que tenta desesperadamente conseguir o sucesso e a fama em Hollywood, tal qual fala a letra da canção. A personagem foi interpretada pela dançarina Argelina Sofia Boutella, junto a outros 60 dançarinos, entre adultos e crianças, com visuais inspirados em Jackson.
O terceiro Single do álbum foi anunciado juntamente com o 2º single, "Hollywood Tonight" mas seu lançamento oficial deu-se no dia 14 de junho de 2011, seu vídeo clipe mostra fãs reunidos do mundo todo vestidos com roupas iguais a do Rei do Pop, a produção desse vídeo clipe foi nomeada "The Behind the Mask Project" onde fãs mandavam vídeos caseiros para o site oficial do cantor para que fossem incluídos no vídeo clipe, foram mais de 200 mil de vídeos selecionados.

## Polêmicas e suspeita de fraude
O álbum foi lançado em meio a diversas polêmicas e suspeita de fraude, a primeira polêmica aconteceu antes mesmo de seu lançamento e envolvia o simbolo do cantor Prince que aparecia discretamente na capa do álbum. A capa foi feita pelo artista Kadir Nelson, que afirmou ter feito a montagem baseado em importantes momentos e pessoas na vida de Jackson. A equipe de Prince alegou que o uso do símbolo do cantor na capa do álbum do "Rei do Pop'' era "coincidência demais para ser ignorada", e que não teve autorização para isso. O simbolo foi removido da mesma. Logo após este episódio todas as faixas do álbum vazaram na internet dias antes de seu lançamento oficial. Por fim os filhos mais velhos do artista, Prince e Paris consideraram que a voz que se escuta em algumas das canções, especificamente: "Keep Your Head Up'', "Monster'' e ''Breaking News'', não correspondiam a de seu pai.
Em 29 de junho de 2022, o porta-voz do site de Jackson informou que as 3 faixas falsas do álbum: "Breaking News", "Monster" e "Keep You Head Up" não estão mais disponíveis no YouTube, Apple Music, Spotify e na nova tiragem do álbum na versão CD. A Sony fez isso para não ser uma distração para os novos projetos do espólio.

## Faixas
| Edição atual   |                                                     |                                                                   |                                                |         |  |
| N.º            | Título                                              | Compositor(es)                                                    | Produtor(es)                                   | Duração |  |
| 1.             | "Hold My Hand" (com Akon)                           | Aliaune Thiam, Giorgio Tuinfort, Claude Kelly                     | Akon, Tuinfort, Jackson (co.)                  | 3:32    |  |
| 2.             | "Hollywood Tonight"                                 | Michael Jackson, Brad Buxer, Teddy Riley (letras de ponte falada) | Jackson, Riley, Theron "Neff-U" Feemster (co.) | 4:30    |  |
| 3.             | "(I Like) The Way You Love Me"                      | Jackson                                                           | Jackson, Feemster                              | 4:33    |  |
| 4.             | "Best of Joy"                                       | Jackson                                                           | Jackson, Feemster, Buxer (co.)                 | 3:02    |  |
| 5.             | "(I Can't Make It) Another Day" (com Lenny Kravitz) | Lenny Kravitz                                                     | Kravitz, Jackson (co.)                         | 3:54    |  |
| 6.             | "Behind the Mask"                                   | Jackson, Chris Mosdell, Ryuichi Sakamoto                          | Jackson, John McClain                          | 5:01    |  |
| 7.             | "Much Too Soon"                                     | Jackson                                                           | Jackson, McClain                               | 2:48    |  |
| Duração total: | Duração total:                                      | Duração total:                                                    | Duração total:                                 | 27:24   |  |

| Edição de 2010 |                                                     |                                                                   |                                                |         |  |
| N.º            | Título                                              | Compositor(es)                                                    | Produtor(es)                                   | Duração |  |
| 1.             | "Hold My Hand" (com Akon)                           | Aliaune Thiam, Giorgio Tuinfort, Claude Kelly                     | Akon, Tuinfort, Jackson (co.)                  | 3:32    |  |
| 2.             | "Hollywood Tonight"                                 | Michael Jackson, Brad Buxer, Teddy Riley (letras de ponte falada) | Jackson, Riley, Theron "Neff-U" Feemster (co.) | 4:30    |  |
| 3.             | "Keep Your Head Up"                                 | Eddie Cascio, James Porte                                         | Tricky Stewart, Angelikson                     | 4:49    |  |
| 4.             | "(I Like) The Way You Love Me"                      | Jackson                                                           | Jackson, Feemster                              | 4:33    |  |
| 5.             | "Monster" (com 50 Cent)                             | Cascio, Porte, Curtis Jackson (letras de rap)                     | Riley, Angelikson                              | 5:04    |  |
| 6.             | "Best of Joy"                                       | Jackson                                                           | Jackson, Feemster, Buxer (co.)                 | 3:02    |  |
| 7.             | "Breaking News"                                     | Cascio, Porte                                                     | Riley, Angelikson                              | 4:14    |  |
| 8.             | "(I Can't Make It) Another Day" (com Lenny Kravitz) | Lenny Kravitz                                                     | Kravitz, Jackson (co.)                         | 3:54    |  |
| 9.             | "Behind the Mask"                                   | Jackson, Chris Mosdell, Ryuichi Sakamoto                          | Jackson, John McClain                          | 5:01    |  |
| 10.            | "Much Too Soon"                                     | Jackson                                                           | Jackson, McClain                               | 2:48    |  |
| Duração total: | Duração total:                                      | Duração total:                                                    | Duração total:                                 | 41:34   |  |

Notas
- A partir de 29 de junho de 2022, "Keep Your Head Up", "Monster" e "Breaking News" não estão mais disponíveis para download ou transmissão em versões digitais do álbum. A Sony Music Entertainment afirmou que isso ocorreu devido à distração contínua que os litígios legais sobre sua autenticidade estavam causando aos fãs. Em 9 de setembro de 2022, foi lançada uma reedição em CD do álbum, que também removeu essas três faixas.[9]

## Desempenho nas tabelas musicais

### Posições
| Tabela musical (2010)                                  | Melhor posição |
| ------------------------------------------------------ | -------------- |
| Alemanha (Media Control Charts)                        | 1              |
| Argentina (CAPIF Albums Chart)                         | 1              |
| Austrália (ARIA Charts)                                | 10             |
| Áustria (Ö3 Austria Top 40)                            | 1              |
| Bélgica (Ultratop 50 da Flandres)                      | 4              |
| Bélgica (Ultratop 40 da Valônia)                       | 3              |
| Canadá (Canadian Albums Chart)                         | 2              |
| Croácia (Hrvatska Diskografska Udruga)                 | 34             |
| Dinamarca (Tracklisten)                                | 4              |
| Escócia (The Official Charts Company)                  | 14             |
| Espanha (Productores de Música de España)              | 2              |
| Estados Unidos (Billboard 200)                         | 3              |
| Estados Unidos (Top R&B/Hip-Hop Albums)                | 1              |
| Finlândia (IFPI Finlândia)                             | 9              |
| França (Syndicat National de l'Édition Phonographique) | 4              |
| Grécia (IFPI Grécia)                                   | 8              |
| Hungria (Magyar Hanglemezkiadók Szövetsége)            | 9              |
| Irlanda (Irish Recorded Music Association)             | 18             |
| Itália (Federazione Industria Musicale Italiana)       | 1              |
| Japão (Oricon)                                         | 3              |
| México (Mexican Albums Chart)                          | 20             |
| Noruega (VG-lista)                                     | 4              |
| Nova Zelândia (NZ Top 40 Albums)                       | 10             |
| Países Baixos (MegaCharts)                             | 1              |
| Polônia (Związek Producentów Audio Video)              | 2              |
| Portugal (Associação Fonográfica Portuguesa)           | 15             |
| Reino Unido (UK Albums Chart)                          | 4              |
| Chéquia (IFPI Česká Republika)                         | 5              |
| Rússia (Russian Music Charts)                          | 1              |
| Suécia (Sverigetopplistan)                             | 1              |
| Suíça (Schweizer Hitparade)                            | 2              |
| Taiwan (Taiwanese International Albums Chart)          | 1              |

### Tabelas de fim-de-ano
| Tabela musical (2010)                       | Melhor posição |
| ------------------------------------------- | -------------- |
| Austrália (ARIA Charts)                     | 84             |
| Dinamarca - Tracklisten                     | 13             |
| Hungria (Magyar Hanglemezkiadók Szövetsége) | 60             |
| Reino Unido - UK Albums Chart               | 59             |
| Tabela musical (2011)                       | Melhor posição |
| Áustria - Ö3 Austria Top 75                 | 36             |
| Canadá - Canadian Albums Chart              | 39             |
| Espanha - PROMUSICAE                        | 30             |
| Suíça - Schweizer Hitparade                 | 54             |

## Certificações
| País           | Provedor   | Certificação |
| -------------- | ---------- | ------------ |
| Austrália      | ARIA       | Ouro         |
| Áustria        | IFPI       | Platina      |
| Bélgica        | IFPI       | Platina      |
| Canadá         | MC         | Platina      |
| Dinamarca      | IFPI       | Platina      |
| Espanha        | PROMUSICAE | Platina      |
| Estados Unidos | RIAA       | Platina      |
| Finlândia      | IFPI       | Ouro         |
| França         | SNEP       | 2× Platina   |
| Hungria        | MAHASZ     | Ouro         |
| Itália         | FIMI       | 2× Platina   |
| Japão          | RIAJ       | Ouro         |
| Nova Zelândia  | RMNZ       | Ouro         |
| Polónia        | ZPAV       | Platina      |
| Portugal       | AFP        | Ouro         |
| Rússia         | 2M         | 2× Platina   |
| Reino Unido    | BPI        | Platina      |
| Suécia         | IFPI       | Ouro         |